# Szafran wiosenny
Szafran wiosenny, krokus wiosenny (Crocus vernus (L.) Hill) – gatunek bulwiastej byliny należącej do rodziny kosaćcowatych. Występuje w naturze w Europie Środkowej (przez Polskę i Niemcy biegnie północna granica zasięgu), sięga na wschodzie Ukrainy, na południu Bałkanów i Włoch, na zachodzie Hiszpanii i Francji. Poza tym rozpowszechniony w uprawie. Oprócz typowej formy w uprawie istnieją mieszańce z innymi gatunkami.

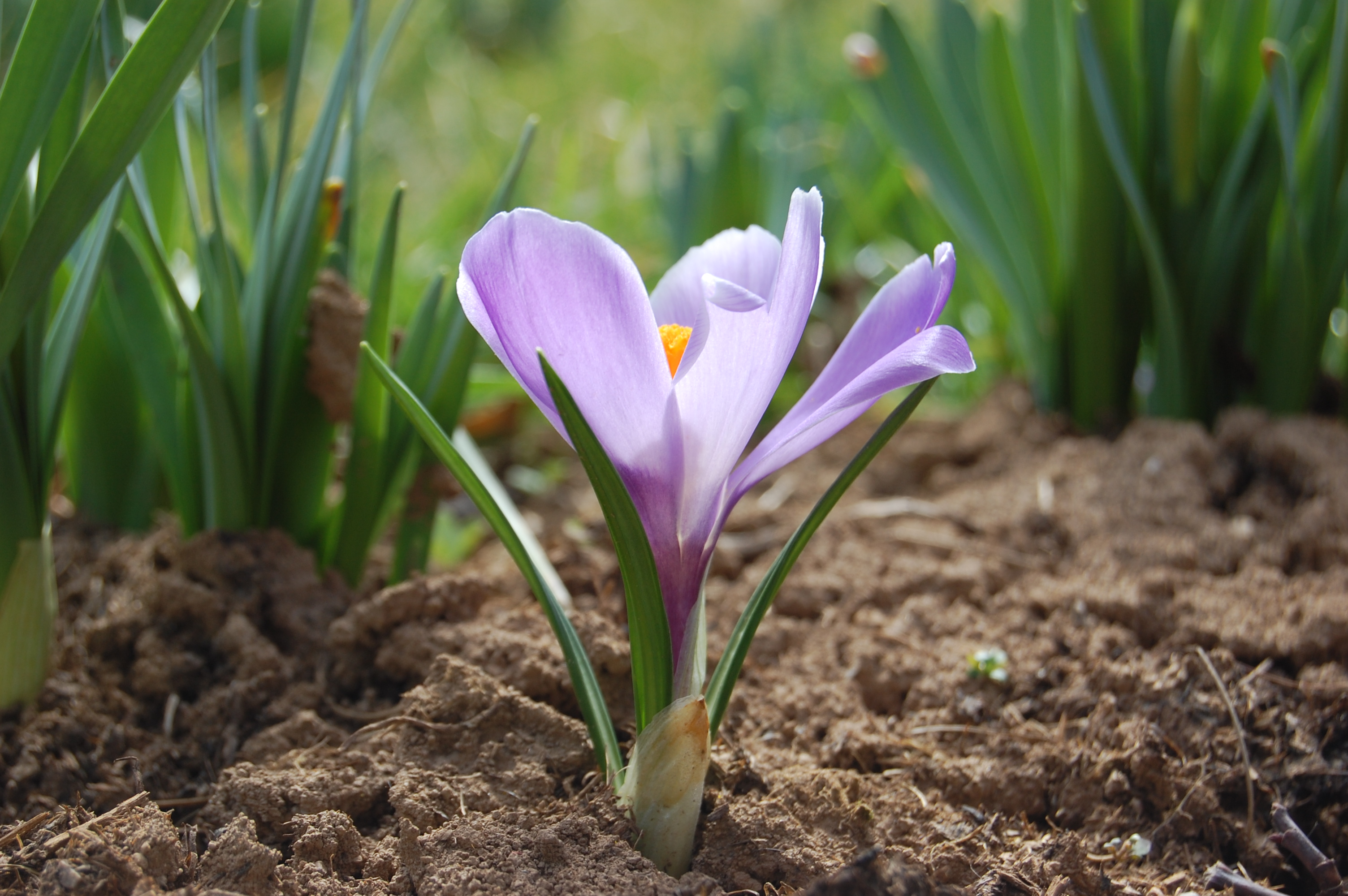
Pokrój

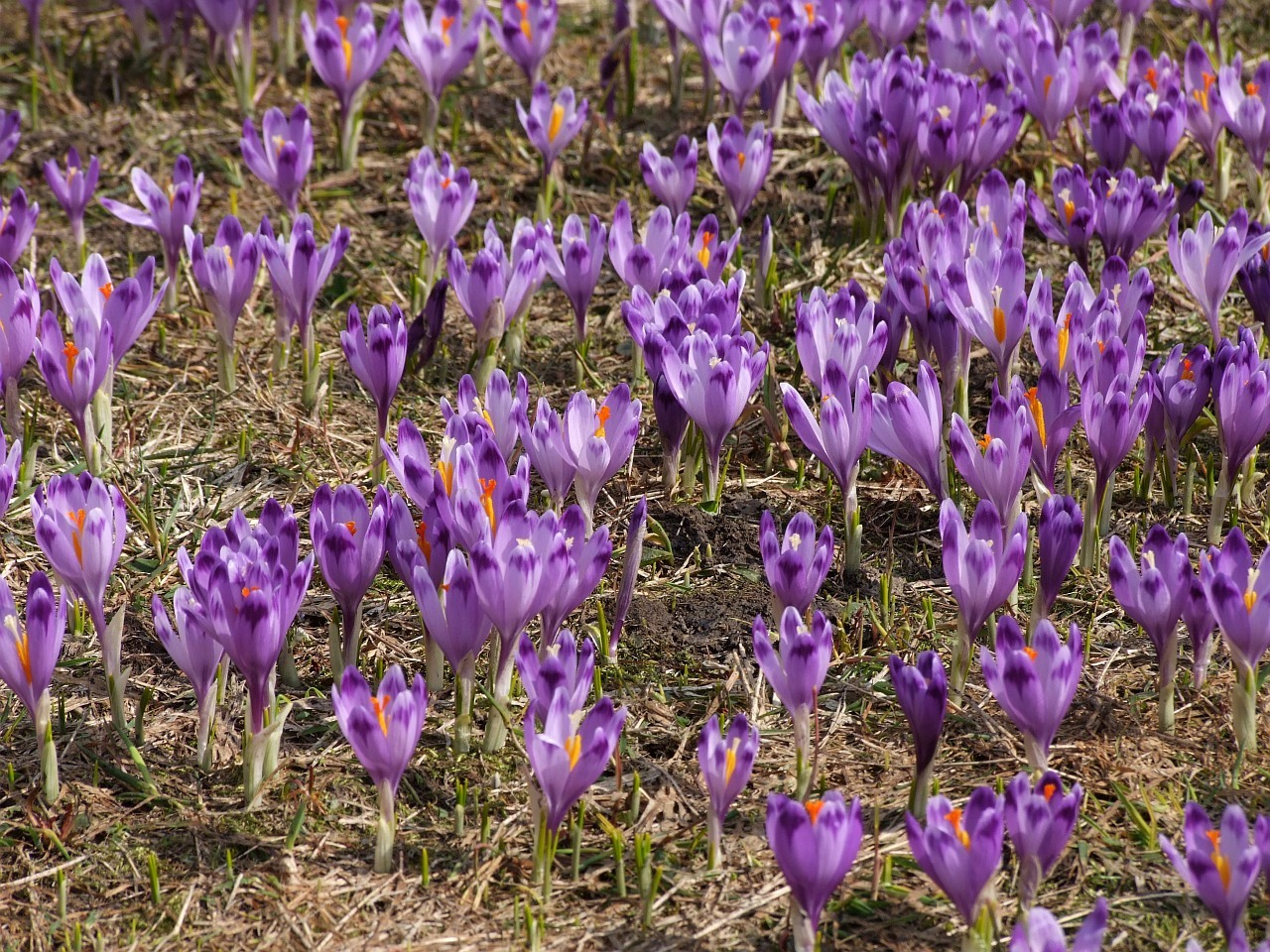
Szafran wiosenny w Gorcach

## Systematyka i zmienność
Systematyka tego gatunku jest niejasna. Niektórzy autorzy wyróżniają wiele jego odmian, które w niektórych ujęciach taksonomicznych podnoszone są do rangi podgatunków lub oddzielnych gatunków. Według World Checklist of Selected Plant Families ma on 2 podgatunki:
- C. vernus subsp. albiflorus (Kit. ex Schukt.)Ces.
- C. vernus subsp. vernus

Występujący w Polsce krokus spiski (Crocus vernus subsp. scepusiensis (Rehmer & Wol.) Soják) i wyróżniany przez niektórych autorów jako oddzielny gatunek, jest według tej listy tylko podgatunkiem krokusa wiosennego – Crocus vernus subsp. vernus.

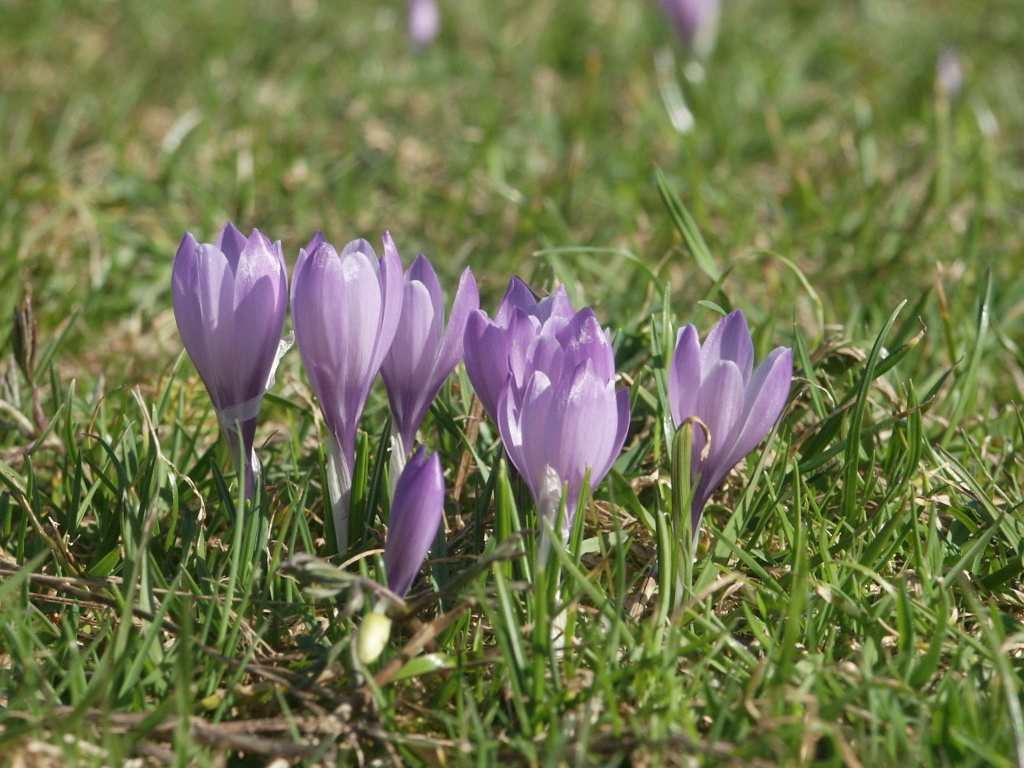
Subsp. vernus

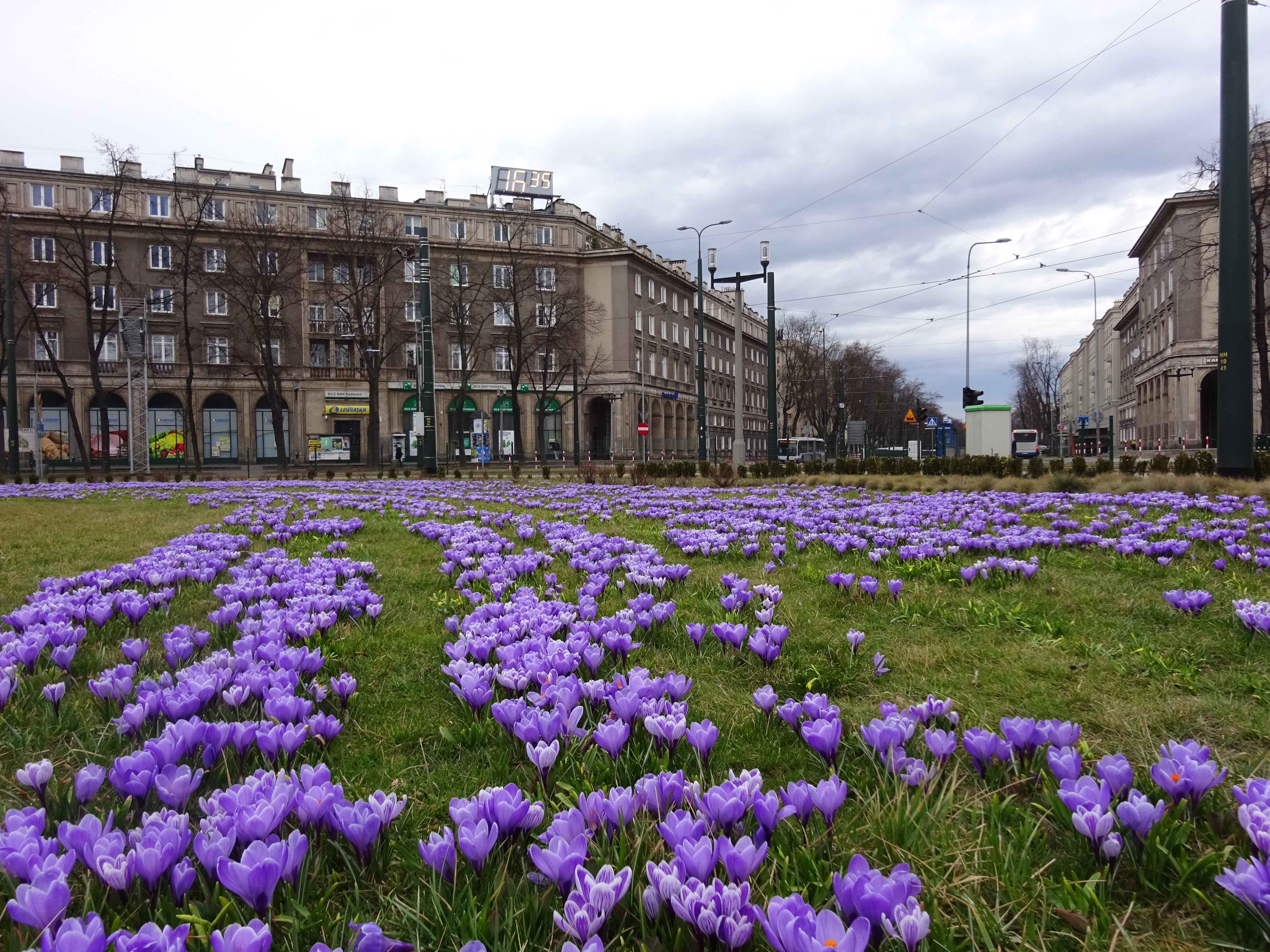
Szafrany wiosenne uprawne na Placu Centralnym w Krakowie

## Morfologia
PokrójNiska bylina cebulkowa o wysokości do 10 cm. Kwitnie wczesną wiosną, z każdej bulwy wydając jeden tylko kwiat.
KwiatU dziko rosnących form kwiaty są barwy białej, różowej lub purpurowej, u uprawianych kultywarów również żółte i niebieskie, istnieją też kwiaty pasiaste.

## Zastosowanie
- Roślina ozdobna – popularna roślina sadzona w ogródkach skalnych lub na trawnikach. Najbardziej ceniona w produkcji kwiaciarskiej[6].